# Aziz al-Chalafi
Aziz al-Chalafi, Aziz Khalfi (ar. عزيز الخلفي; ur. 13 maja 1973) – marokański zapaśnik walczący w stylu klasycznym. Olimpijczyk z Atlanty 1996, gdzie zajął piętnaste miejsce kategorii 74 kg. Srebrny medalista mistrzostw Afryki w 1996 a czwarty w 1994 i 1997 roku.
- Turniej w Atlancie 1996

Przegrał obie walki, kolejno z Czechem Jaroslavem Zemanem i Józefem Traczem i odpadł z turnieju.